# Leavenworth County
Leavenworth County är ett administrativt område i delstaten Kansas, USA, med 76 227 invånare.  Den administrativa huvudorten (county seat) är Leavenworth.

## Geografi
Enligt United States Census Bureau har countyt en total area på 1 213 km². 1 200 km² av den arean är land och 13 km² är vatten.

### Angränsande countyn
- Platte County, Missouri - nord
- Wyandotte County - öst
- Johnson County - sydost
- Douglas County - sydväst
- Jefferson County - väst
- Atchison County - nordväst

### Militär anläggning
- Fort Leavenworth

### Orter
- Basehor
- Bonner Springs (delvis i Johnson County, delvis i Wyandotte County)
- De Soto  (delvis i Johnson County)
- Easton
- Lansing
- Leavenworth (huvudort)
- Linwood
- Tonganoxie